# Omid Musawi
Omid Musawi (en dari et en pachto : امید موسوي) est un footballeur international afghan né le 1er janvier 2001. Il évolue au poste d'ailier au PO Achironas Onisilos.

## Biographie
Né en Afghanistan, il fuit la guerre en 2006 et rejoint les Pays-Bas avec sa famille qui s'installe à Apeldoorn.

### En club
Il débute le football au sein du club local, l'AGOVV Apeldoorn, avant de rejoindre le centre de formation du FC Twente en 2011. Après plus de 8 ans passés au club, il rejoint le centre de formation du Vitesse Arnhem en janvier 2020. À l'issue de la saison, il rejoint le PEC Zwolle afin d'évoluer, dans un premier temps, en équipe réserve.

### En équipe nationale
Il reçoit sa première sélection en équipe d'Afghanistan le 1er juin 2022, en amical contre le Viêt Nam en entrant en jeu à la 60e minute à la place d'Omid Popalzay.

## Statistiques

### Sélections
| Liste des sélections d'Omid Musawi | Liste des sélections d'Omid Musawi | Liste des sélections d'Omid Musawi            | Liste des sélections d'Omid Musawi | Liste des sélections d'Omid Musawi | Liste des sélections d'Omid Musawi                       | Liste des sélections d'Omid Musawi | Liste des sélections d'Omid Musawi                                  |
| N°                                 | Date                               | Lieu                                          | Adversaire                         | Résultat                           | Compétition                                              | But                                | Notes                                                               |
| ---------------------------------- | ---------------------------------- | --------------------------------------------- | ---------------------------------- | ---------------------------------- | -------------------------------------------------------- | ---------------------------------- | ------------------------------------------------------------------- |
| 1.                                 | 1er juin 2022                      | Stade Thống Nhất, Hô Chi Minh-Ville, Viêt Nam | Viêt Nam                           | 2-0                                | Match amical                                             |                                    | Entre en jeu à la place d'Omid Popalzay à la 60e minute de jeu.     |
| 2.                                 | 8 juin 2022                        | Salt Lake Stadium, Calcutta, Inde             | Hong Kong                          | 2-1                                | Troisième tour des éliminatoires de la Coupe d'Asie 2023 |                                    | Entre en jeu à la place d'Omid Popalzay à la 46e minute de jeu.     |
| 3.                                 | 11 juin 2022                       | Salt Lake Stadium, Calcutta, Inde             | Inde                               | 2-1                                | Troisième tour des éliminatoires de la Coupe d'Asie 2023 |                                    | Entre en jeu à la place de Mustafa Azadzoy à la 46e minute de jeu.  |
| 4.                                 | 14 juin 2022                       | Salt Lake Stadium, Calcutta, Inde             | Cambodge                           | 2-2                                | Troisième tour des éliminatoires de la Coupe d'Asie 2023 |                                    | Entre en jeu à la place de Faysal Shayesteh à la 80e minute de jeu. |